# Buffebale
Le Buffebale (ou le ruisseau de Buffebale, ou le ruisseau de Buffeballe, ou la Julie) est un ruisseau français du département de la Dordogne, affluent de l’Euche et sous-affluent de la Dordogne par la Dronne et l'Isle.

## Géographie
La Julie prend sa source à 171 m d'altitude au nord de la commune de Cercles, en bordure de la route départementale 84, au lieu-dit la Bonnetie.
Son cours prend d'abord la direction de l'ouest-sud-ouest. La Julie contourne le bourg de La Tour-Blanche et son château par l'est puis continue sous le nom de Buffebale vers l'est-sud-est, puis le sud-est.
Elle rejoint l’Euche à 100 m d'altitude en rive gauche en bordure de Saint-Just, au sud-ouest du village.
Sa longueur est de 10,72 km.

### Affluents
La Julie comporte trois minces affluents répertoriés par le Sandre.

### Communes traversées
À l'intérieur du département de la Dordogne, le Buffebale (ou la Julie) arrose trois communes : La Tour-Blanche-Cercles (source), Chapdeuil et Saint-Just (confluence).

## Monuments ou sites remarquables à proximité
- le château de la Tour-Blanche du XIIe siècle[2] ;
- à Cercles :
  - l'église Saint-Cybard du XIIe siècle[3] et son vieux cimetière ;
  - les vestiges du manoir de la Calonie du XIIIe siècle[4] et son colombier,[5] ;
  - le manoir de la Bernerie du XVIIe siècle[6] ;
  - le château de Fongrenon du, XVIIe siècle[7] ;
- à Saint-Just, l'église Saint-Jacques des XIIe et XVe siècles[8].

## Galerie de photos

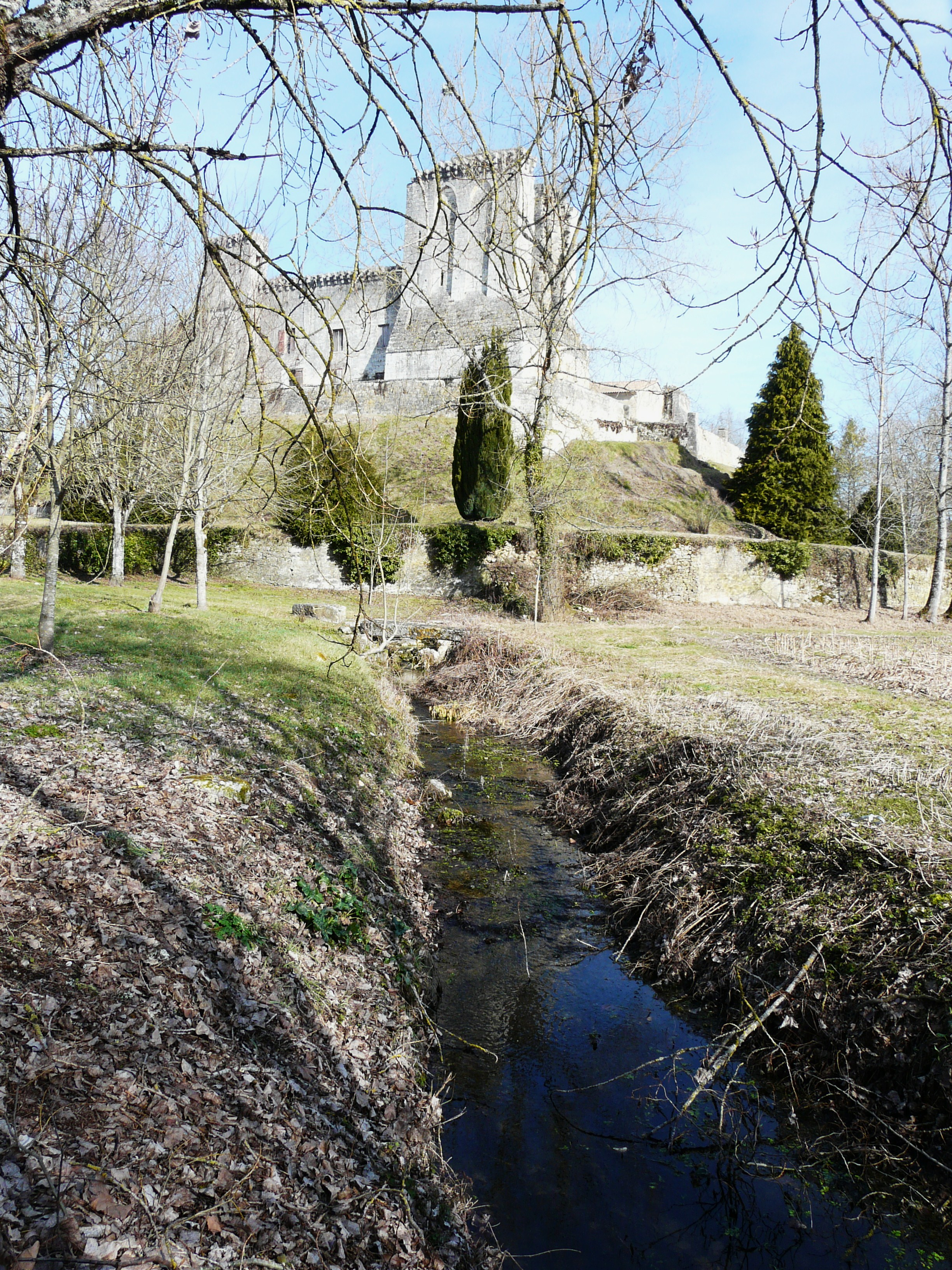
La Julie au pied du château de La Tour-Blanche.
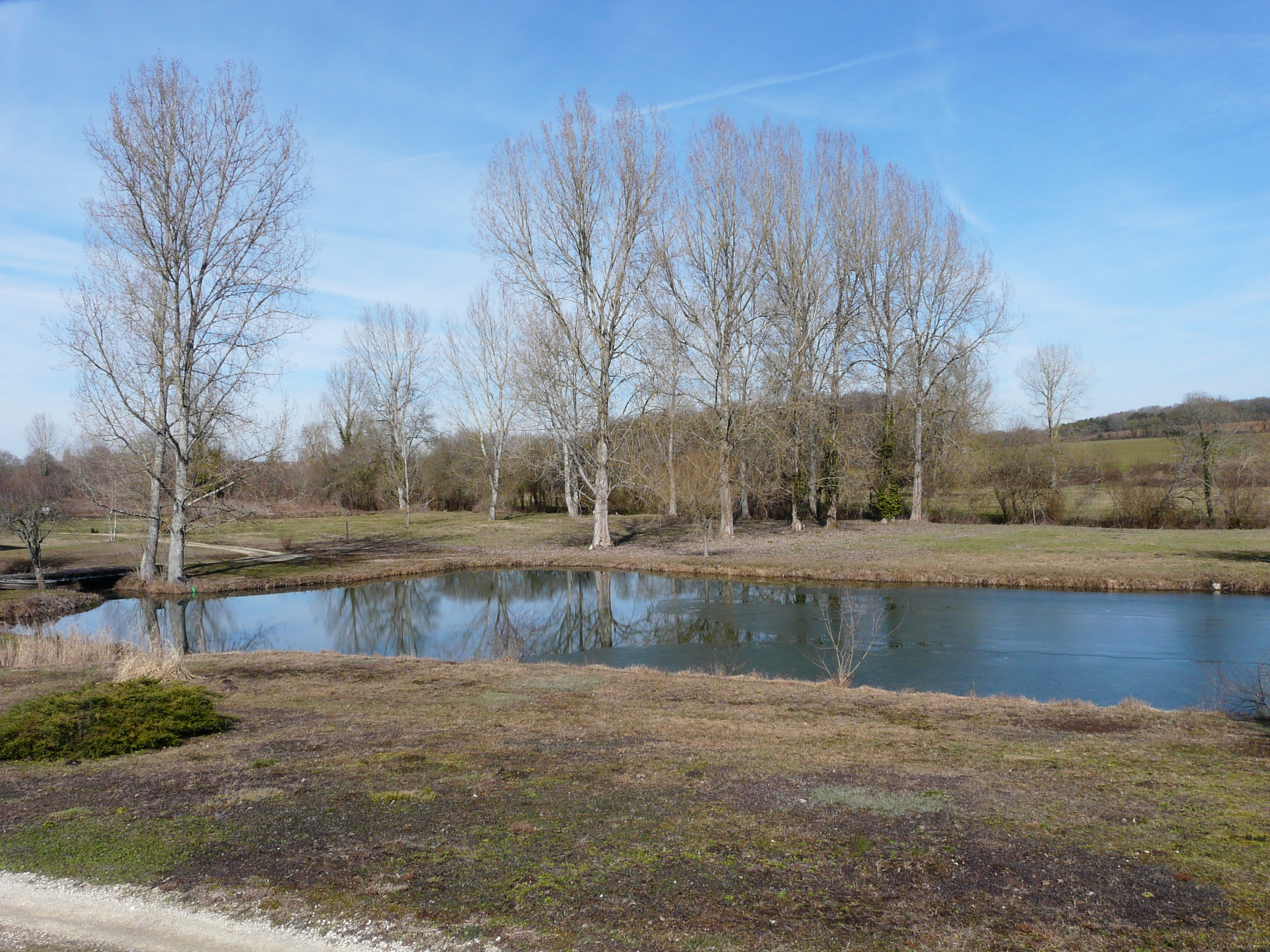
À Cercles, l'étang de Gagnole alimenté en eau par la Julie.
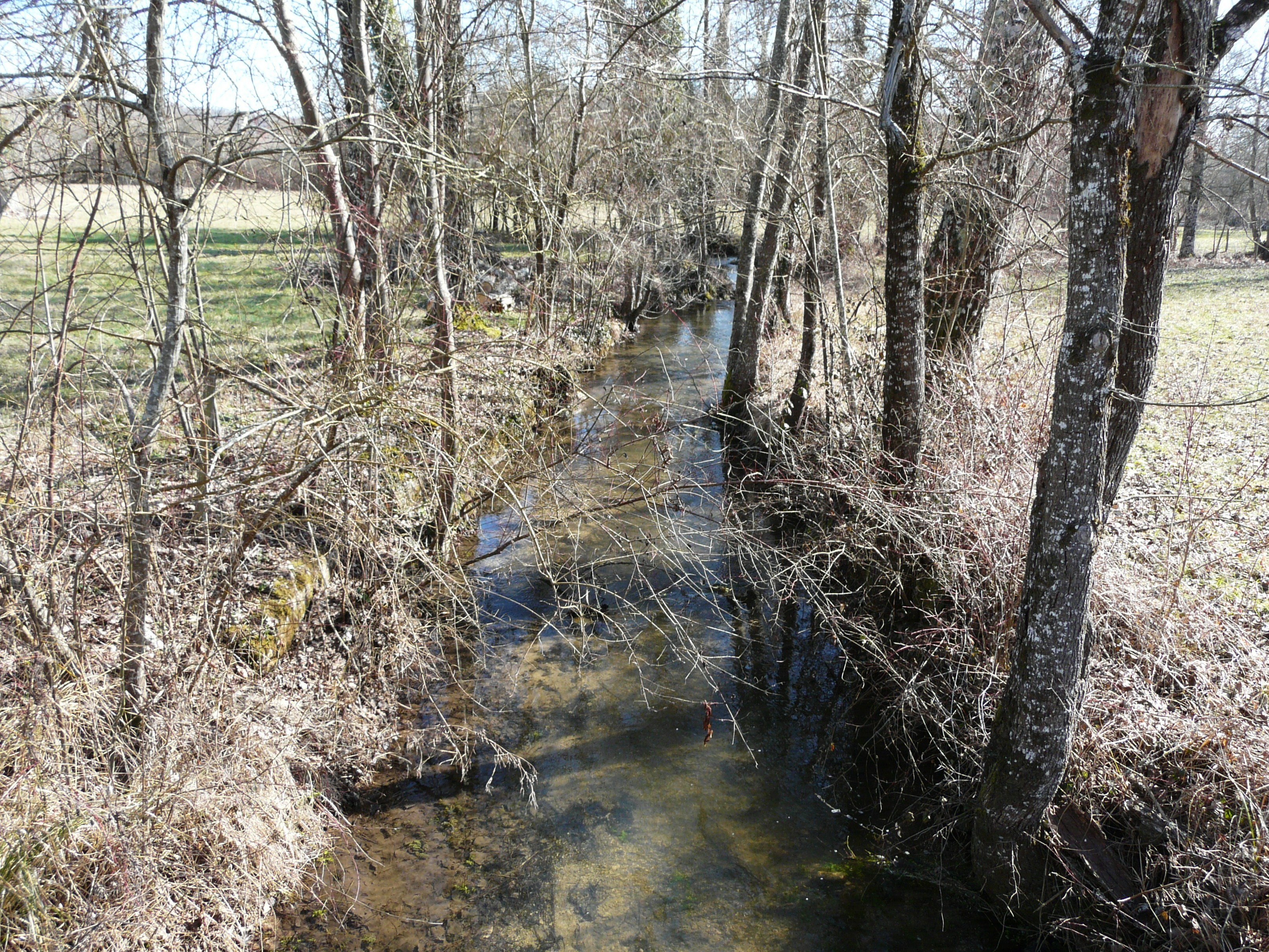
Le Buffebale à Saint-Just.
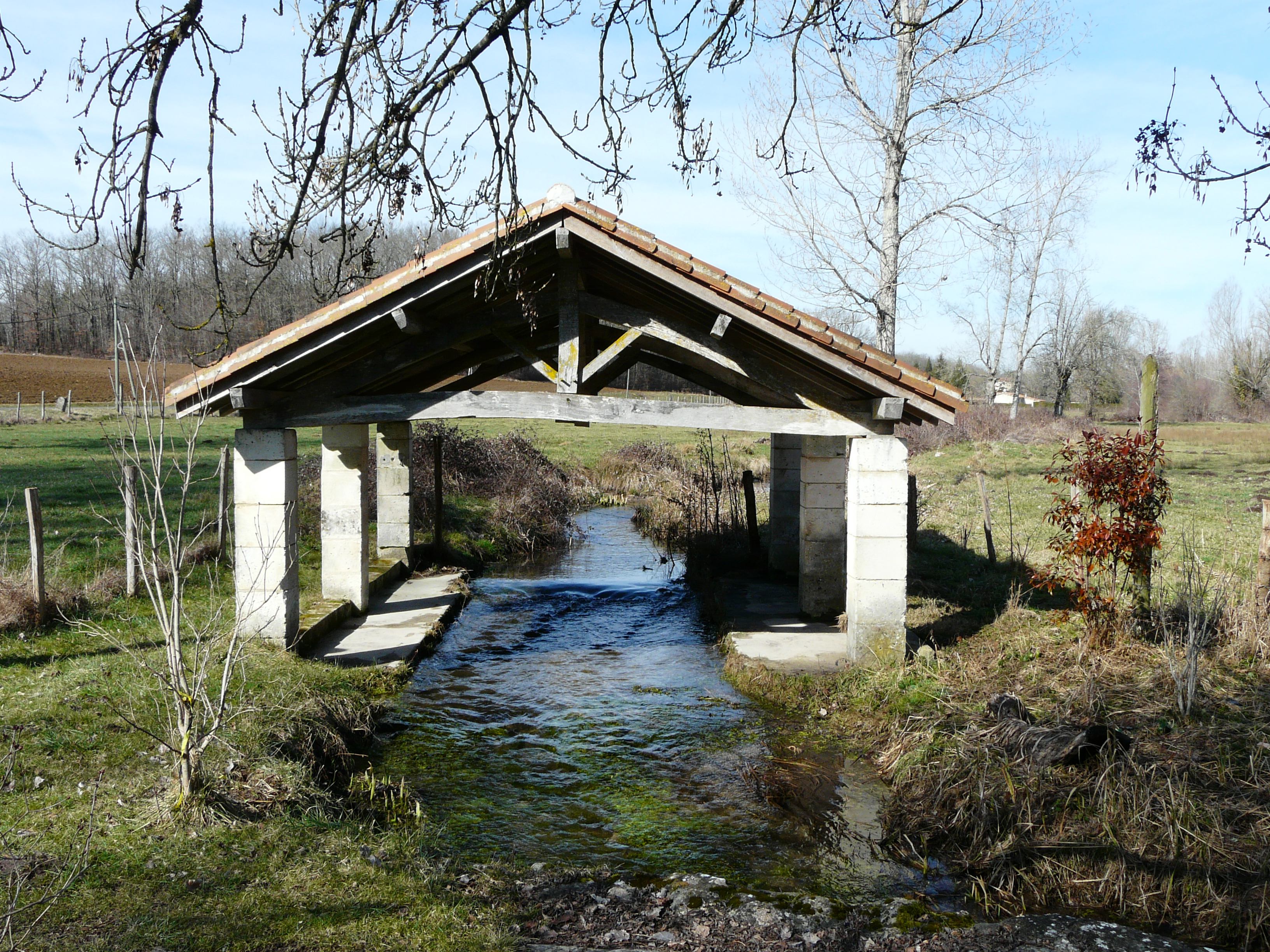
Le Buffebale traverse un lavoir à Saint-Just.